# 马尔蒂亚克
马尔蒂亚克（法語：Martillac，法語發音：[maʁtijak]）是法国吉伦特省的一个市镇，属于波尔多区。

## 地理
马尔蒂亚克（44°42'48"N, 0°32'36"W）面积17.09 平方千米，位于法国新阿基坦大区吉倫特省，该省份为法国西南部沿海省份，是法國本土面积最大的省，北起滨海夏朗德省，西临大西洋，南至朗德省，东南接洛特-加龍省，东临多爾多涅省。
与马尔蒂亚克接壤的市镇（或旧市镇、城区）包括：圣梅达尔代朗、卡多雅克、拉布雷德、莱奥尼昂。

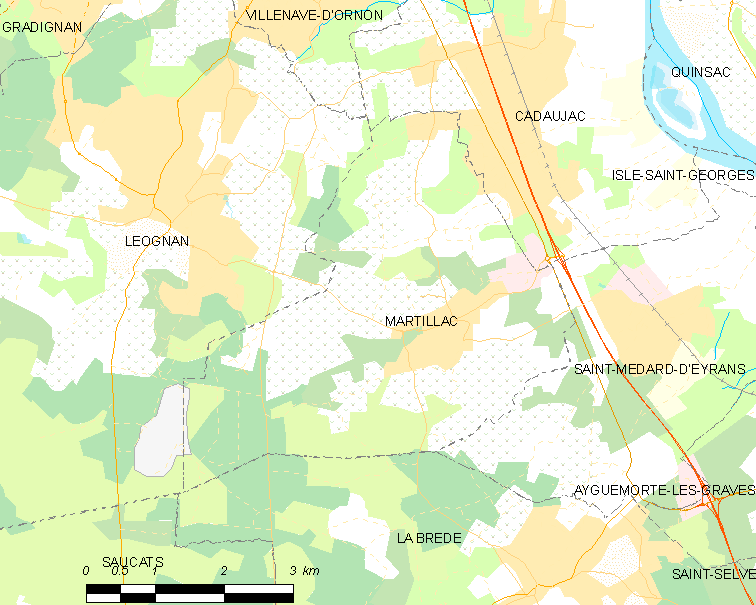
马尔蒂亚克的OSM定位图

马尔蒂亚克的时区为UTC+01:00、UTC+02:00（夏令时）。

## 行政
马尔蒂亚克的邮政编码为33650，INSEE市镇编码为33274。

## 政治
马尔蒂亚克所属的省级选区为拉布雷德县。

## 人口

1962-2008年间马尔蒂亚克人口变化图示

马尔蒂亚克于2022年1月1日时的人口数量为3581人。